# Vovinam
Việt Võ Đạo (Chữ Hán: 越武道) hoặc Vovinam (Võ Việt Nam), tên gọi chính thức một hệ phái võ thuật lớn tại Việt Nam do Sáng Tổ (danh từ đặc biệt của môn phái để chỉ Tổ sư sáng lập) là Nguyễn Lộc, sáng lập vào năm 1936 (hoạt động âm thầm) đến năm 1938 mới đem ra công khai với hy vọng rằng bằng cách dạy cho dân chúng kĩ năng chiến đấu, người Việt Nam sẽ đánh đổ thực dân Pháp, giải phóng dân tộc mà không cần sự trợ giúp từ bên ngoài. Ông đồng thời đề ra chủ thuyết "cách mạng tâm thân" để thúc đẩy môn sinh luôn canh tân bản thân, và hướng thiện, hướng thượng về thể chất lẫn tinh thần. Vovinam được phát triển dựa trên môn Vật cổ truyền Việt Nam, kết hợp với những tinh hoa của các môn phái võ thuật ngoại quốc như: Trung Quốc, Hàn Quốc và Nhật Bản. Dựa trên nguyên lý Cương Nhu Phối Triển. 
Là môn võ mang tính thực chiến và dùng để tự vệ, hầu hết các bộ phận đều có thể làm vũ khí mạnh mẽ, môn sinh Vovinam được tập luyện những đòn thế tay không, cùi chỏ, chân, gối cho đến các loại vũ khí như kiếm, đao, mã tấu, dao, côn, quạt... Ngoài ra, môn sinh còn được học cách đối phó với vũ khí bằng tay không, các lối phản đòn, khóa gỡ và các đòn vật. Trong các môn võ của Việt Nam, Vovinam phát triển với quy mô rộng lớn nhất với nhiều môn sinh có mặt ở gần 70 quốc gia và vùng lãnh thổ trên thế giới với hơn 2 triệu võ sinh, trong đó có Ba Lan, Bỉ, Campuchia, Đan Mạch, Đức, Hoa Kỳ, Maroc, Na Uy, Nga, Pháp, România, Thụy Sĩ, Thụy Điển, Singapore, Uzbekistan, Thái Lan, Ý, Úc, Ấn Độ, Iran, Tây Ban Nha, Algérie, Đài Loan…

## Xuất xứ tên gọi
Vovinam là tên gọi quốc tế hóa từ Võ Việt Nam, để phân biệt các võ phái khác ở Việt Nam và để cho người ngoại quốc dễ đọc dễ nhớ. Nội dung Vovinam gồm 2 phần: Võ thuật Việt Nam (Việt Võ Thuật), Võ đạo Việt Nam (Việt Võ Đạo). Việt Võ Thuật là gốc rễ - cội nguồn, còn Việt Võ Đạo là hoa trái của Việt Võ Thuật sau quá trình mấy chục năm phát triển. Vì vậy có thể gọi Vovinam hay Việt Võ Đạo đều được. Nhưng cách gọi đầy đủ nhất là Vovinam - Việt Võ Đạo. Hiện tại cách gọi Vovinam là phổ biến nhất.

## Lịch sử
Sáng Tổ môn phái, người sáng lập ra môn phái Vovinam là võ sư Nguyễn Lộc.

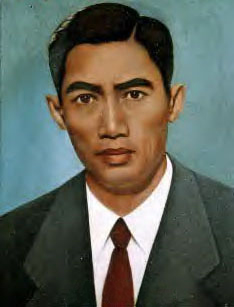
Sáng Tổ Nguyễn Lộc

Năm 1936, võ sư Nguyễn Lộc sáng lập ra môn phái Vovinam. Những lúc này cố võ sư cùng một số đồng môn và bạn bè thân hữu âm thầm, nghiên cứu và tập luyện. Năm 1938, võ sư, Sáng Tổ Nguyễn Lộc giới thiệu Vovinam ra công chúng, với ý định cung cấp cho võ sinh các kĩ thuật tự vệ hiệu quả sau khi học một thời gian ngắn. Võ sư Nguyễn Lộc tin rằng võ thuật có thể góp phần giải phóng Việt Nam lúc đó đang bị thực dân Pháp chiếm đóng, đô hộ từ năm 1859 mà không cần sự trợ giúp từ bên ngoài. Từ nhỏ, ông đã có kiến thức căn bản của võ cổ truyền Việt Nam nên môn võ do võ sư Nguyễn Lộc tổng hợp từ kiến thức về võ thuật cổ truyền Việt Nam của chính mình và các tinh hoa võ thuật của một số nền văn hóa, được tạo ra nhằm đối phó riêng lẻ với sự chiếm đóng của quân Pháp, mục đích quảng bá tinh thần dân tộc cho người Việt Nam.
Năm 1960, võ sư Nguyễn Lộc qua đời tại Sài Gòn sau khi trao quyền lãnh đạo Vovinam cho người môn đệ trưởng tràng của mình là võ sư Lê Sáng. Từ 1960, võ sư Lê Sáng tiếp nhận chức Chưởng Môn môn phái và chịu trách nhiệm phát triển và quảng bá rộng rãi Vovinam ra toàn thế giới. Từ năm 1966, tức là sau khi lệnh cấm từ chính quyền Ngô Đình Diệm (do trước đó có liên quan đến việc Lê Sáng tham gia đảo chính vào năm 1960) kết thúc, môn Vovinam được đưa vào giảng dạy ở một số trường công lập thuộc nền Giáo dục Việt Nam Cộng hòa. Năm 1974, ở Pháp, giáo sư Phan Hoàng gây dựng nền móng phát triển Vovinam ở Châu Âu, rồi lại được võ sư Trần Nguyên Đạo kế thừa. Ông từng giữ chức Chủ tịch và Tổng Thư ký của Tổng Liên đoàn Vovinam Việt Võ Đạo Thế giới.
Trong khi đó sau sự kiện 30 tháng 4 năm 1975, một số võ sư đi ra nước ngoài đã phổ biến Vovinam ra toàn thế giới, những võ sư còn lại bao gồm Chưởng Môn Lê Sáng ở lại tiếp tục duy trì việc phát triển Vovinam tại nơi đã khai sinh ra nó là Việt Nam. Tháng 10 năm 2007, Đại hội thành lập Liên đoàn Vovinam Việt Nam (VVF) diễn ra tại Khách sạn Rex, Thành phố Hồ Chí Minh. Ông Lê Quốc Ân - Chủ tịch Tập đoàn Dệt may Việt Nam được các đại biểu bầu vào vị trí Chủ tịch VVF, Võ sư Nguyễn Văn Chiếu - Phó trưởng ban điều hành Vovinam Việt Nam là Phó Chủ tịch VVF phụ trách kỹ thuật. Tháng 9 năm 2008, Đại hội thành lập Liên đoàn Vovinam Quốc tế (IVF) diễn ra tại Thành phố Hồ Chí Minh. GS-TS Nguyễn Danh Thái - Thứ trưởng thường trực Bộ Văn hóa, Thể thao và Du lịch Việt Nam kiêm Chủ tịch Ủy ban Olympic Việt Nam được đại hội tín nhiệm bầu vào vị trí chủ tịch. Ông Lê Quốc Ân - Chủ tịch VVF làm Phó Chủ tịch Thường trực IVF, Võ sư Nguyễn Văn Chiếu là Phó Chủ tịch IVF phụ trách kỹ thuật; sau đó đổi tên thành Liên đoàn Vovinam Thế giới (WVVF). Việc thành lập này là để hợp thức hóa việc quản lý Vovinam ở tầm quốc tế khi mà ở thời điểm này Vovinam đã xuất hiện ở hơn 30 nước trên thế giới.
Tháng 2 năm 2009, Đại hội thành lập Liên đoàn Vovinam châu Á (AVF) diễn ra tại Tehran, Iran do Ông Mohamed Nouhi làm Chủ tịch. Tháng 7 năm 2009, Giải Vô địch Vovinam Thế giới lần thứ nhất được tổ chức tại Thành phố Hồ Chí Minh. Thực ra giải này đã từng được tổ chức 4 lần trước đó với tên gọi "Giải Vovinam Quốc tế", nhưng lần này vẫn được gọi là lần thứ nhất bởi tính từ cột mốc Liên đoàn Vovinam Thế giới ra đời vào năm 2008 thì đây là giải thế giới lần đầu tiên do tổ chức này điều hành. Ngày 31 tháng 3 năm 2010, Chưởng Môn Lê Sáng ký quyết định thành lập Hội đồng Võ Sư Chưởng Quản Môn Phái. Người đứng đầu hội đồng này được gọi dưới danh hiệu là Chánh Chưởng Quản và là người đứng đầu môn phái. Như vậy, danh xưng Chưởng Môn trong môn phái sẽ không còn dùng trong tương lai nữa. Kể từ đây, khi gọi Sáng Tổ Nguyễn Lộc, Chưởng Môn Lê Sáng thì đó là những danh hiệu riêng biệt, liên quan đến những thời kỳ đặc biệt của môn phái. Cũng kèm theo đó, võ sư Nguyễn Văn Chiếu được bổ nhiệm làm Chánh Chưởng Quản môn phái.
Ngày 27 tháng 9 năm 2010, võ sư Chưởng Môn Lê Sáng qua đời. Võ sư Nguyễn Văn Chiếu được bổ nhiệm làm Chánh Chưởng quản, hiện tại đây là cương vị cao nhất của Vovinam. Ngày 16 tháng 10 năm 2010, Đại hội thành lập Liên đoàn Vovinam châu Âu (EVVF) diễn ra tại Paris. Ngày 28 tháng 12 năm 2010, Đại hội thành lập Liên đoàn Vovinam Đông Nam Á (SEAVF) diễn ra tại Campuchia. Năm 2011, Vovinam lần đầu tiên được đưa vào chương trình thi đấu chính thức tại SEA Games 26. Ngày 11 tháng 1 năm 2012, Đại hội thành lập Liên đoàn Vovinam châu Phi (AFVF) diễn ra tại Alger (Algeri).

## Biểu trưng
Phù hiệu và kỳ hiệu, dùng màu sắc và hình nét biểu tượng lý tưởng của VOVINAM - VIỆT VÕ ĐẠO, do đó mang một ý nghĩa rất thiêng liêng cao quý. Người môn sinh VOVINAM VIỆT VÕ ĐẠO cảm thấy sức sống, tinh thần, ý chí, danh dự của mình đã được biểu lộ trên màu sắc và hình nét của phù hiệu và kỳ hiệu.

### Kỳ hiệu

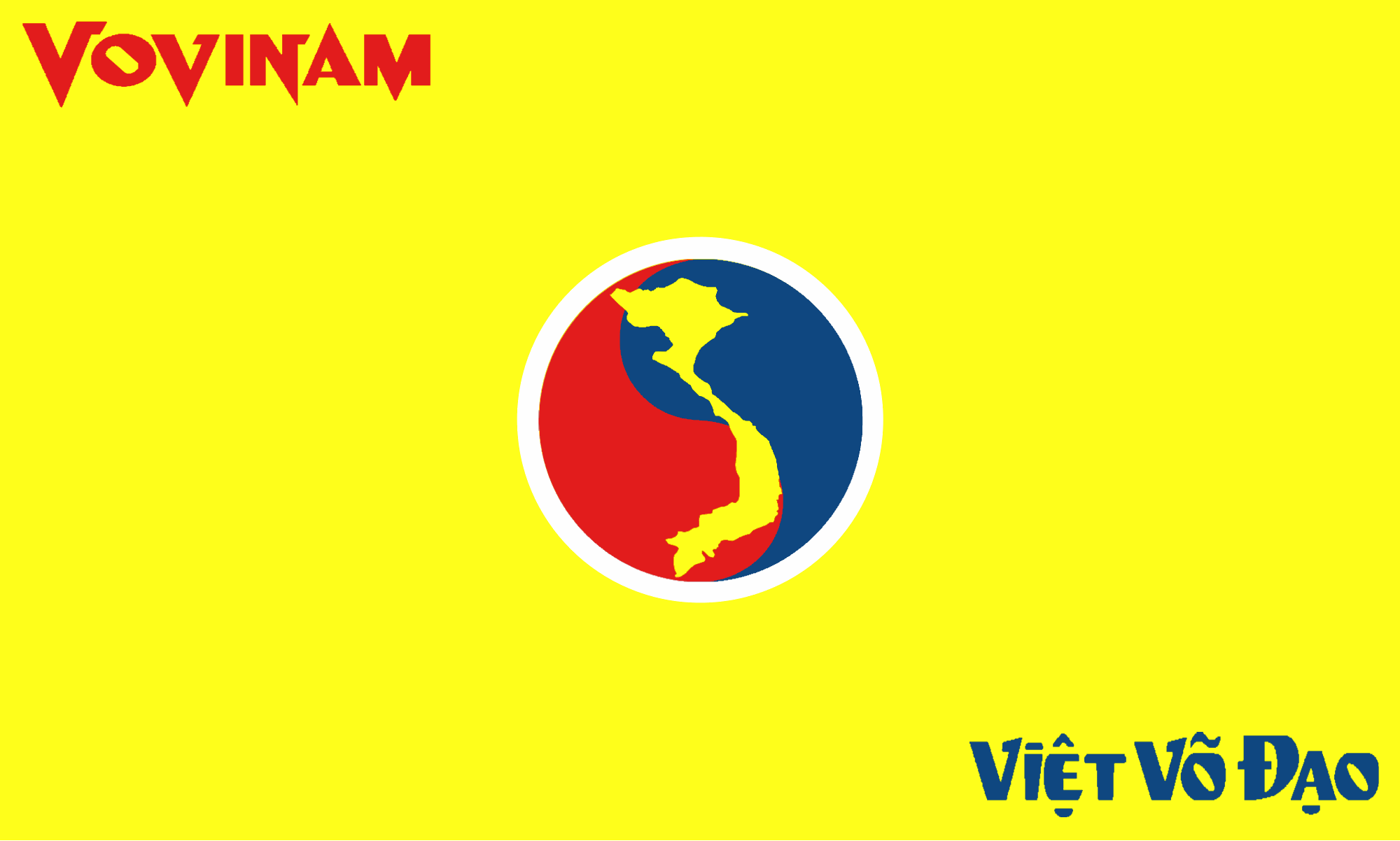
Kỳ hiệu Vovinam

Chiều ngang bằng 3/5 chiều dài, ở chính giữa có vòng tròn Âm Dương. Giao tương giữa lưỡng cực là bản đồ Việt Nam cong theo hình chữ S, điển trưng cho sự Tương Thôi - Tương Giao - Tương Sinh và Thường Dịch của dòng Sống Miên Sinh phối hợp, hài hòa. Bao bọc Lưỡng Nghi là vòng tròn trắng tượng trưng cho Đạo Thể với sứ vụ Điều Hòa – Khắc Chế - Bao Dung giữa Âm tố và Dương tố để tác thành vĩnh cửu sự sống của muôn loài.

### Phù hiệu

Phù hiệu Vovinam

½ phần trên hình vuông, ½ phần dưới hình tròn. Tượng trưng cho sự vuông tròn hướng về Nhu Cương phối triển. Ở chính giữa cũng có vòng tròn Âm Dương, bản đồ Việt Nam và vòng Đạo Thể với sự tương đồng về phần ý nghĩa của Kỳ Hiệu. Môn phái Vovinam-Việt Võ Đạo đã chọn 4 màu chánh để tượng trưng cho Ý nghĩa. đó là: xanh, vàng, đỏ, trắng:
- Xanh: Trỏ Âm Tố, tượng trưng cho Biển Cả và Hy Vọng. Màu của biển thắm đồng xanh, và của năm châu bốn biển. Màu đậm nét Quê Hương. Hàm sức Sứ vụ mang Võ Đạo quảng phát muôn phương.
- Đỏ: Trỏ Dương Tố, tượng trưng cho lửa sống hào hùng kiên quyết của dòng Việt xuyên suốt hơn bốn nghìn năm Dựng Nước.
- Vàng: Màu Vương Đạo Á Đông, màu da chủng tộc, màu của vinh quang hiển hách.
- Trắng: Màu của tinh khiết, thanh thịnh, cao cả, trỏ Đạo Thể huyền nhiệm Không Hình, Không Sắc điễn trưng cho Xương Tủy, cho sự thâm viễn tuyệt vời. Màu của Tinh Hoa Nghệ thuật và Quãng Đại Bao Dung.

Ý nghĩa Phù Hiệu và Kỳ Hiệu của VOVINAM VIỆT VÕ ĐẠO tượng trưng cho Lý Tưởng, Đường Đi, Đích Tới của Môn Phái và toàn thể các môn đồ xuyên suốt qua hơn 65 năm.

## Võ thuật

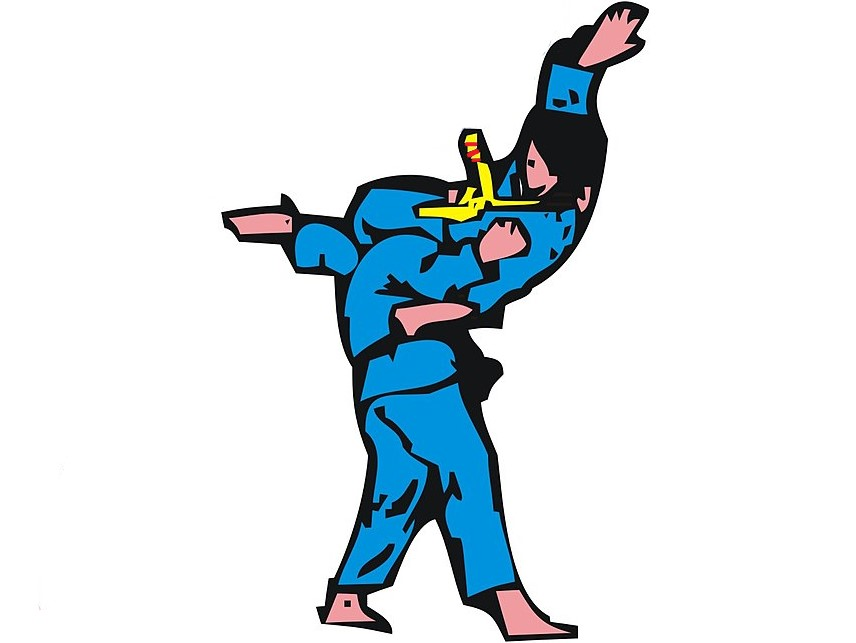
Đòn chân kẹp cổ nổi tiếng của Vovinam

Vovinam lấy gốc là môn Vật cổ truyền Việt Nam, kết hợp hợp tinh hoa của nhiều môn phái Trung Quốc, Hàn Quốc và Nhật Bản, đòn thế của vovinam có rất nhiều tương đồng với các môn phái khác nhưng vẫn tạo được nét tinh hoa riêng của môn phái. Vovinam bao gồm phần võ thuật như những thế đấm, đá, gạt, chém, đỡ, gối, chỏ, vật, đòn chân, khoá siết,… và phần binh khí như việc sử dụng và chống đỡ kiếm, đao, côn, thương, dao găm, súng trường, mã tấu,… Tiếp đó là việc luyện tập ngạnh công, nhuyễn công, khí công giúp dưỡng sinh và bảo tồn sức khỏe.
Đòn thế Vovinam được đưa vào hệ thống "Một phát triển thành Ba" nên tất cả các đòn thế được tập luyện từ thế căn bản (tấn công, phản đòn, khóa gỡ), qua đơn luyện (quyền pháp, chiến lược) và đến các dạng đa luyện (song luyện, đối luyện, tam đấu, tứ đấu,…). Võ thuật Vovinam đa dạng và thức thời, phù hợp với mọi lứa tuổi. Trong thời gian phong trào "Võ thuật học đường" (1965), vì không đủ huấn luyện viên có rất nhiều huấn luyện viên của các môn phái võ nước ngoài và võ cổ truyền tham gia vào Vovinam. Họ đã mang nhiều kỹ thuật của các môn võ khác bổ sung vào Vovinam. Tiêu biểu: Võ sư Nguyễn Hữu Nhạc của võ đường Sa Long Cương đã mang bài Long Hổ Quyền vào Vovinam. Đây là một trong những bài quyền được coi là rất đặc trưng của Vovinam. Vì lý do nói trên, hệ thống kỹ thuật của Vovinam sau thời "Võ thuật học đường" đã khác một cách cơ bản so với hệ thống võ thuật do võ sư Nguyễn Lộc truyền dạy.

### Các bài quyền
Theo thứ tự học, Vovinam có các bài quyền tay không sau:
- Khởi quyền
- Nhập môn quyền (rèn luyện các thế tấn như đinh tấn, trung bình tấn, tam giác tấn, hồi tấn...; đòn căn bản như các lối chém cạnh tay, các lối đấm, các lối gạt, các lối chỏ, các lối đá...)
- Thập tự quyền (bài ghép mười thế chiến lược từ số 1 đến số 10)
- Nhu khí công quyền (có bốn bài từ trình độ thấp đến cao)
- Long hổ quyền
- Tứ trụ quyền (là bài quyền được ghép lại từ các thế phản đòn cơ bản trình độ một)
- Ngũ môn quyền (ghép của mười thế chiến lược từ 11 đến 20)
- Viên phương quyền (được tạo thành từ các thế phản đòn căn bản trình độ hai)
- Thập thế bát thức quyền (ghép của 10 thế chiến lược từ 21 đến 30)
- Lão mai quyền (võ khỉ già)
- Việt võ đạo quyền
- Xà quyền (võ rắn)
- Ngọc trản quyền
- Hạc quyền (võ hạc)
- Trấn môn quyền

Các bài võ với vũ khí bao gồm:
- Dao găm: Song dao pháp
- Kiếm:
  - Tinh hoa lưỡng nghi kiếm pháp
  - Tiên long song kiếm
  - Việt điểu kiếm pháp
- Đao:
  - Thái cực đơn đao pháp
  - Bát quái song đao
  - Mã tấu pháp (mã tấu)
- Côn / roi:
  - Mộc bản pháp (thước gỗ)
  - Tứ tượng côn pháp (gậy dài)
  - Giáng long phục ma côn
- Đại đao: Nhật nguyệt đại đao pháp
- Súng gắn lưỡi lê: Thương lê pháp

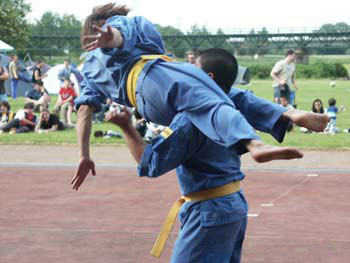
Biểu diễn Vovinam tại Đức
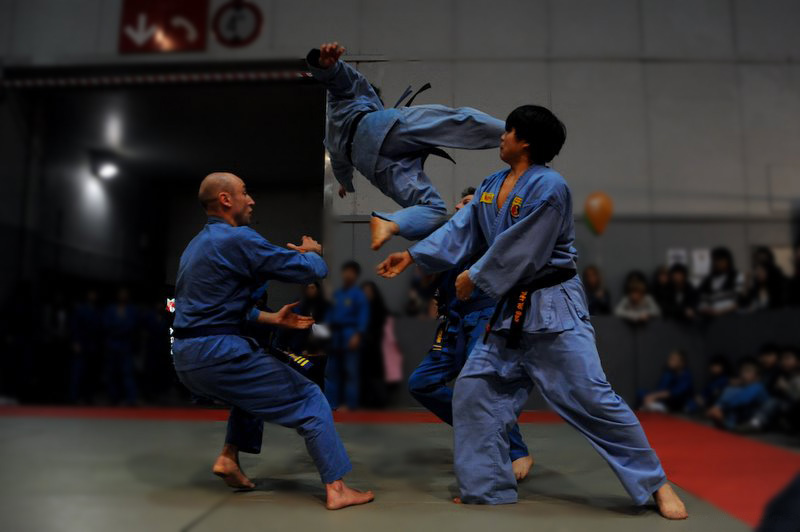
Môn sinh Vovinam thực hiện động tác bay người tấn công từ trên không
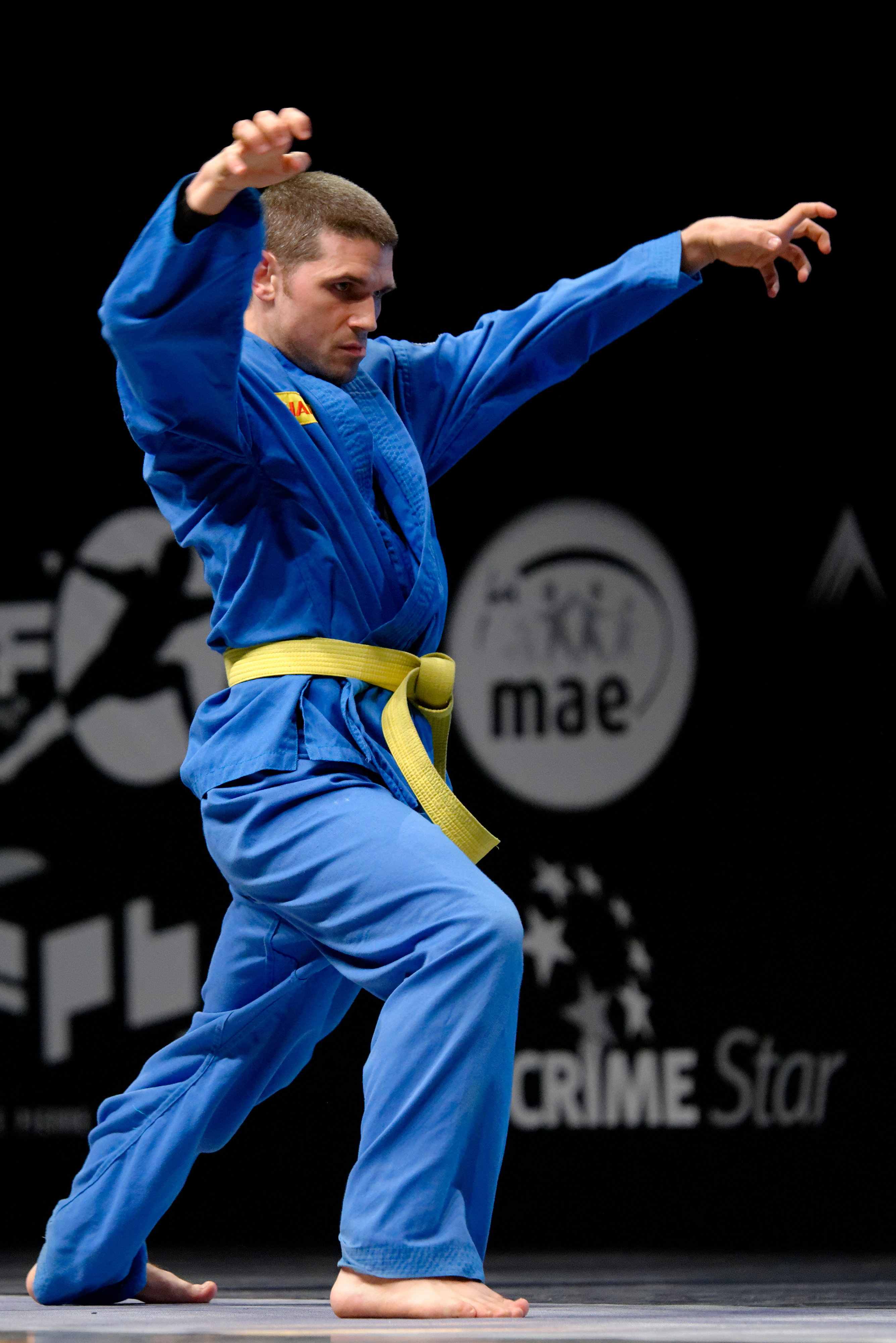
Một môn sinh người Pháp thực hiện bài Long hổ quyền
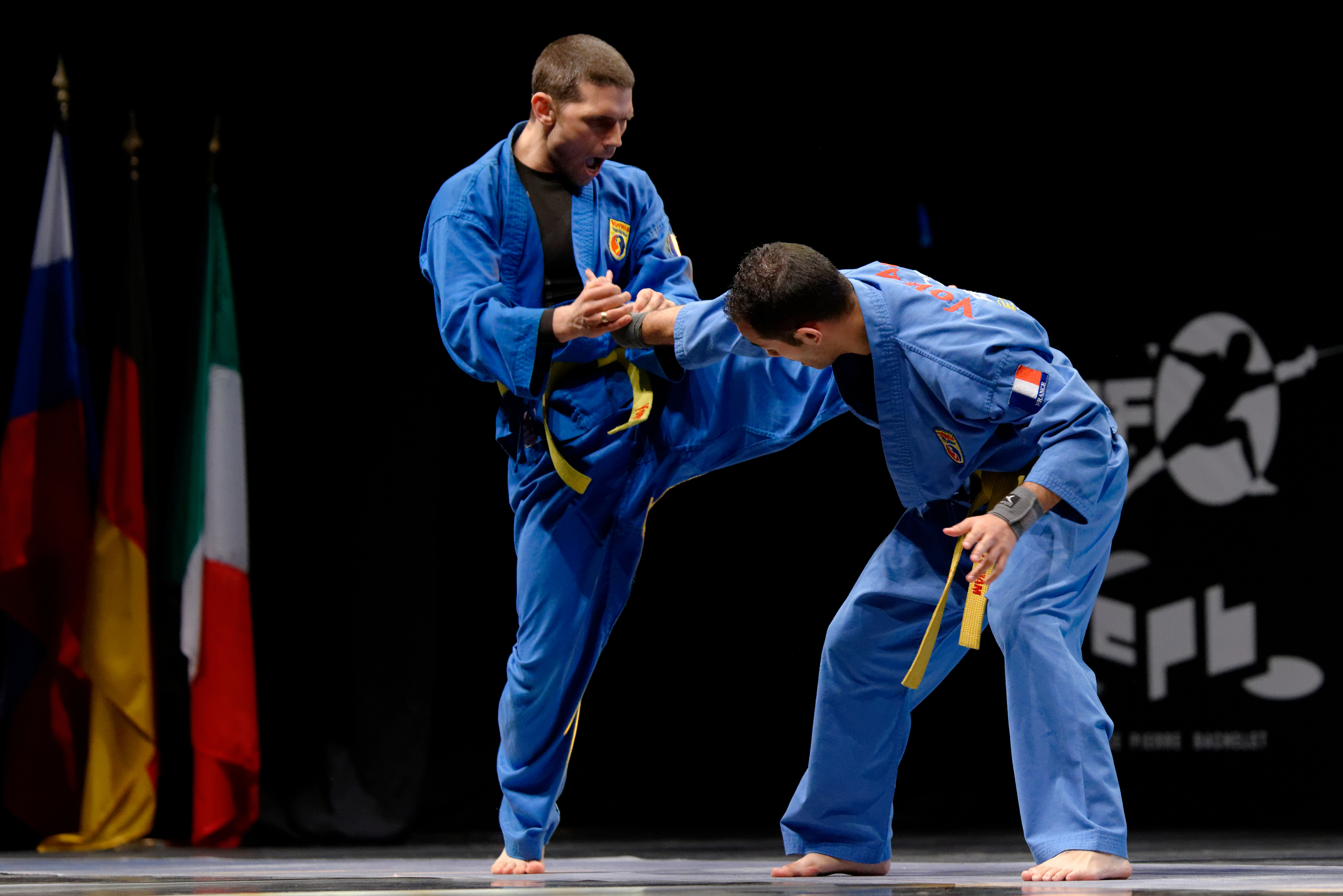
Trình diễn Vovinam tại Pháp năm 2014
Linh vật Sao la chơi Vovinam tại Đại hội Thể thao Đông Nam Á 2021

## Võ đạo
Chủ thuyết "cách mạng tinh thần" là phần thực dụng của vũ trụ quan, nhân sinh quan của Việt Võ Đạo, nhưng không phải là triết học, và không bị ảnh hưởng của nhị nguyên luận. Chủ thuyết giáo dục người Việt mới, về tâm và thân. Đó không phải là lý thuyết, mà là ứng dụng thực tế vào mọi sinh hoạt võ học, với các định lý: tâm thân phối triển, cương nhu phối triển, tri hành phối triển, việt ngã, độ tha, và thăng hóa, cả tâm hồn và thân chất, để truyền thông, nghị lực mới với các thế hệ môn sinh kế tục, đòi hỏi tính kiên trì để học, hỏi, hiểu, và hành.
Môn sinh Vovinam luôn tự thực hiện cuộc "cách mạng Tâm Thân" để phát triển toàn diện về tâm, trí và thể. Ngoài việc luyện tập đòn thế để thân thể cường tráng, dẻo dai và khỏe mạnh, môn sinh Vovinam còn trau dồi một tâm hồn thanh cao, hiến ích, tự tin, can đảm, cao thượng, bất khuất và tính nhân bản theo lời dạy của võ sư Nguyễn Lộc "sống cho mình, giúp cho mọi người khác sống, sống cho mọi người".
Võ đạo của Vovinam còn được xem như một nhân cách sống hay một triết lý làm người.

### 10 điều tâm niệm hiện nay[14]

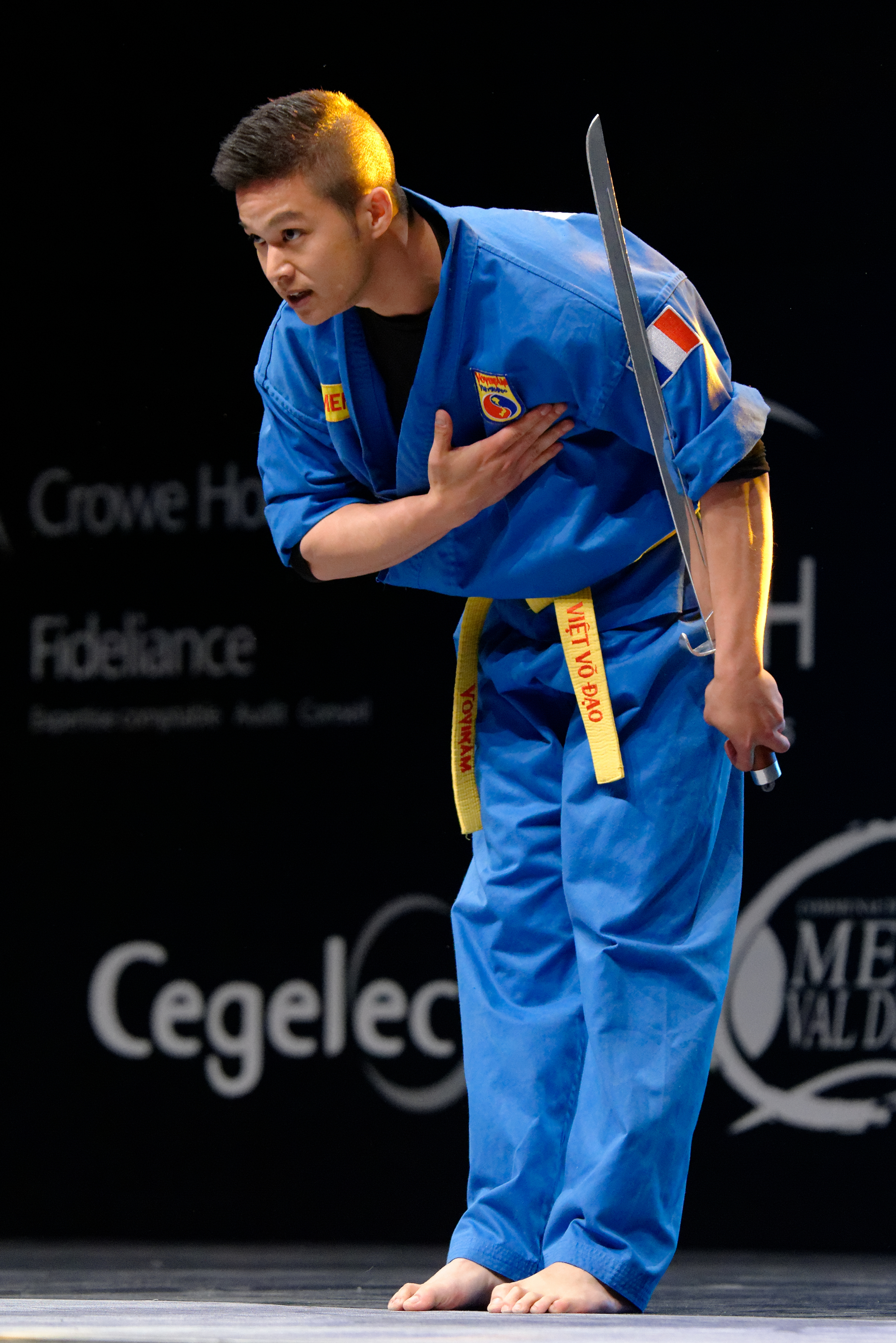
Một môn sinh đang chào thi lễ sau màn biễu diễn

10 điều tâm niệm theo chương trình võ đạo mới nhất do võ sư Nguyễn Văn Chiếu biên soạn và công bố từ năm 2009:
1. Việt võ đạo sinh nguyện đạt tới cao độ của nghệ thuật để phục vụ dân tộc và nhân loại.
2. Việt võ đạo sinh nguyện trung kiên phát huy môn phái, xây dựng thế hệ thanh niên dấn thân hiến ích.
3. Việt võ đạo sinh đồng tâm nhất trí, tôn kính người trên, thương mến đồng đạo.
4. Việt võ đạo sinh tuyệt đối tôn trọng kỷ luật, nêu cao danh dự võ sĩ.
5. Việt võ đạo sinh tôn trọng các võ phái khác, chỉ dùng võ để tự vệ và bênh vực lẽ phải.
6. Việt võ đạo sinh chuyên cần học tập, rèn luyện tinh thần, trau dồi đạo hạnh.
7. Việt võ đạo sinh sống trong sạch, giản dị, trung thực và cao thượng.
8. Việt võ đạo sinh kiện toàn một ý chí đanh thép, nỗ lực tự thân cầu tiến.
9. Việt võ đạo sinh sáng suốt nhận định, bền gan tranh đấu, tháo vát hành động.
10. Việt võ đạo sinh tự tín, tự thắng, khiêm cung, độ lượng, luôn luôn tự kiểm để tiến bộ.

### 10 điều tâm niệm khi xưa
1. Đạt tới cao độ của nghệ thuật để phục vụ dân tộc và nhân loại.
2. Trung kiên phát huy môn phái, xây dựng thế hệ thanh niên Việt Võ Đạo.
3. Đồng tâm nhất trí, tôn kính người trên, thương mến đồng đạo.
4. Tuyệt đối tôn trọng kỷ luật, nêu cao danh dự võ sĩ.
5. Tôn trọng các võ phái khác, chỉ dùng võ để tự vệ và bênh vực lẽ phải.
6. Chuyên cần học tập, rèn luyện tinh thần, trau dồi đạo hạnh.
7. Sống trong sạch, giản dị, trung thực và cao thượng.
8. Kiện toàn một ý chí đanh thép, nỗ lực tự thân cầu tiến.
9. Sáng suốt nhận định, bền gan tranh đấu, tháo vát hành động.
10. Tự tín, tự thắng, khiêm cung, độ lượng, luôn kiểm điểm để tiến bộ.

## Võ phục
Từ năm 1938 đến năm 1964, Vovinam không có võ phục chính thức của mình. Sau cuộc gặp mặt các võ sư Vovinam lần đầu tiên, tổ chức vào năm 1964, màu võ phục chính thức là màu lam. Tuy nhiên phân nhánh ly khai Việt Võ Đạo Federation dùng võ phục màu đen trong những năm 1973-1990. Từ năm 1990 cho đến nay, võ phục Vovinam trên toàn thế giới dùng thống nhất màu lam. Võ phục Vovinam phía bên ngực trái có thêu logo môn phái, bên phải gắn bảng tên được phân theo cấp độ: khung xanh chữ vàng dành cho Lam đai, khung vàng chữ đỏ dành cho hoàng đai và khung đỏ chữ trắng cho hồng đai. Một số nơi còn thêu hình, chữ phía sau áo.
Trong thi đấu, tất cả các võ sĩ yêu cầu bắt buộc mang đai

### Ý nghĩa của võ phục
Năm 1964 là năm đánh dấu sự ra đời võ phục của Vovinam. Lúc này, Chưởng Môn Lê Sáng đã chọn màu xanh, màu tượng trưng của hòa bình và biển cả làm màu võ phục với ước mong môn phái Vovinam sẽ được phát triển rộng khắp năm châu.

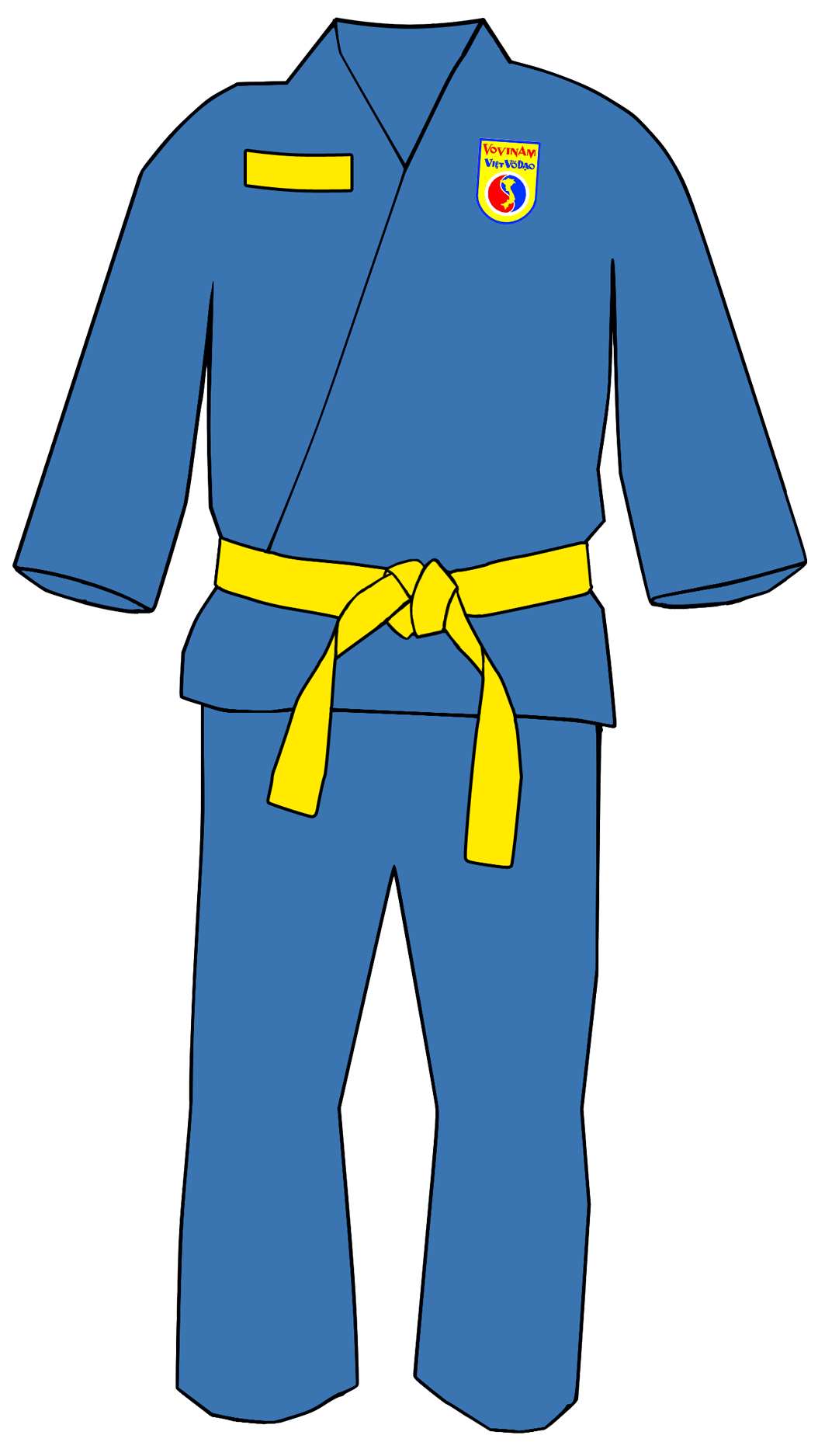
Võ phục chính thức của Môn phái Vovinam-Việt Võ Đạo
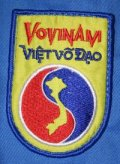
Phù hiệu Vovinam được thêu trên Võ phục

## Hệ thống đẳng cấp và thời gian luyện tập
| Đẳng cấp                                           | Màu đai | Thời gian luyện tập |
| -------------------------------------------------- | --- | --- |
| Tự Vệ Nhập Môn                                     | | |
| Tự vệ Việt Võ Đạo                                  | Xanh võ phục | 3 tháng |
| Nhập môn Việt Võ Đạo                               | Xanh dương đậm | 3 tháng |
| Sơ Đẳng                                            | | |
| Lam đai Đệ Nhất đẳng                               | Xanh dương đậm, 1 vạch vàng | 6 tháng |
| Lam đai Đệ Nhị đẳng                                | Xanh dương đậm, 2 vạch vàng | 6 tháng |
| Lam đai Đệ Tam đẳng                                | Xanh dương đậm, 3 vạch vàng | 6 tháng |
| Trung Đẳng                                         | | |
| Chuẩn Hoàng đai (môn sinh trung đẳng dưới 12 tuổi) | Vàng, 2 viền xanh dương đậm | Khi đủ 12 tuổi, môn sinh dự thi lên cấp Hoàng đai: - Nếu đạt, khi đủ 15 tuổi hoặc khi đến niên hạn qui định, được phép dự thi lên Hoàng đai Nhất cấp - Nếu không đạt, vẫn mang Chuẩn Hoàng đai, kiểm tra lại lần sau |
| Hoàng đai                                          | Vàng trơn | 2 năm |
| Hoàng đai Đệ Nhất đẳng                             | Vàng, 1 vạch đỏ | 2 năm |
| Hoàng đai Đệ Nhị đẳng                              | Vàng, 2 vạch đỏ | 3 năm |
| Hoàng đai Đệ Tam đẳng                              | Vàng, 3 vạch đỏ | 4 năm |
| Cao Đẳng                                           | | |
| Chuẩn Hồng đai                                     | Đỏ, 2 viền vàng | 5 năm và trình tiểu luận võ học |
| Hồng đai Đệ Nhất đẳng                              | Đỏ, 1 vạch trắng | 6 năm và trình luận án võ học, nếu luận án xuất sắc thì 3 năm được xét |
| Hồng đai Đệ Nhị đẳng                               | Đỏ, 2 vạch trắng | 6 năm và trình luận án võ học, nếu luận án xuất sắc thì 3 năm được xét |
| Hồng đai Đệ Tam đẳng                               | Đỏ, 3 vạch trắng | 6 năm và trình luận án võ học, nếu luận án xuất sắc thì 3 năm được xét |
| Hồng đai Đệ Tứ đẳng                                | Đỏ, 4 vạch trắng | 6 năm và trình luận án võ học, nếu luận án xuất sắc thì 3 năm được xét |
| Hồng đai Đệ Ngũ đẳng                               | Đỏ, 5 vạch trắng | 6 năm và trình luận án võ học, nếu luận án xuất sắc thì 3 năm được xét |
| Hồng đai Đệ Lục đẳng                               | Đỏ, 6 vạch trắng | 6 năm và trình luận án võ học, nếu luận án xuất sắc thì 3 năm được xét |
| Thượng Đẳng                                        | | |
| Bạch đai Thượng đẳng                               | (Bạch đai Niên trưởng – 1996-nay) Trắng, có 1 chỉ đỏ chạy dọc | Tấn phong cho võ sư có trên 40 năm thâm niên phục vụ môn phái, có đẳng cấp tối thiểu là Hồng đai Đệ Nhất đẳng, và có tuổi đời trên 60 tại thời điểm được tấn phong                                                   |
| Bạch đai Thượng đẳng                               | (Bạch đai Chưởng Môn – 1990-2010) Trắng, có 4 chỉ tứ sắc: xanh, đen, vàng, đỏ ở giữa (Bạch đai Chánh Chưởng Quản – 2015-nay) Trắng, có 3 chỉ tứ sắc: xanh, vàng, đỏ ở giữa | Vô định |
| Đai Danh dự Vovinam-Việt Võ Đạo                    | | |
| Hồng đai Danh dự                                   | Đỏ, không vạch | Phong cho các cá nhân (không phải là võ sư, HLV Vovinam) có công với sự nghiệp phát triển của môn phái Vovinam-Việt Võ Đạo                                                                                           |

## Tổ đường Môn phái Vovinam Việt Võ Đạo

Biểu trưng Tổ đường Môn phái Vovinam Việt Võ Đạo

Tổ đường môn phái hiện đang nằm ở ngôi nhà số 31 Sư Vạn Hạnh, phường 3, quận 10, Thành phố Hồ Chí Minh. Đây là một khu chung cư 4 tầng gồm:
- Tầng trệt là phòng đón tiếp các môn sinh, đăng ký tập luyện.
- Lầu 1 là võ đường nơi để các môn sinh trong và ngoài nước cùng nhau tập luyện.
- Lầu 2 là nơi tiếp khách và làm việc của Văn phòng Chưởng Môn.
- Lầu 3 (sân thượng) là phòng truyền thống và nơi tiếp khách, làm việc, nghỉ ngơi của Võ Sư Trưởng Môn

Đây cũng là nơi thờ di cốt cố võ sư Sáng tổ Nguyễn Lộc.

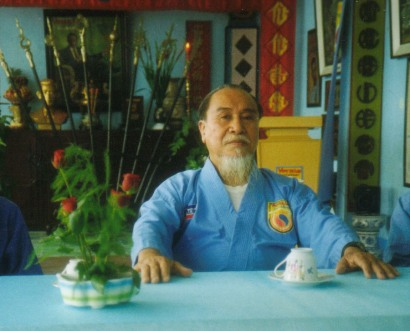
Chưởng Môn Lê Sáng tại Tổ đường môn phái Vovinam Việt võ đạo
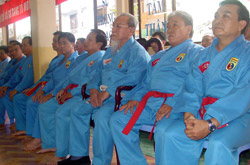
Các vị tiền bối của Vovinam tại Tổ đường môn phái Vovinam Việt võ đạo

## Võ sưđứng đầu Môn phái qua các thời kì
| STT | Hình | Họ tên           | Năm sinh - năm mất | Đẳng cấp cao nhất          | Thời gian tại nhiệm | Danh xưng                                                                       | Ghi chú |
| --- | ---- | ---------------- | ------------------ | -------------------------- | ------------------- | ------------------------------------------------------------------------------- | --- |
| 1   |      | Nguyễn Lộc       | 1912 – 1960        | Bạch đai Chưởng Môn        | 1938 – 1960         | Võ sư Sáng Tổ Môn phái Vovinam-Việt Võ Đạo                                      | Tổ sư sáng lập Môn phái Vovinam-Việt Võ Đạo |
| 2   |      | Lê Sáng          | 1920 – 2010        | Bạch đai Chưởng Môn        | 1964 – 1986         | Võ sư Chưởng Môn Môn phái Vovinam-Việt Võ Đạo                                   | Chưởng Môn đời thứ II Môn phái Vovinam-Việt Võ Đạo                                                                                                 |
| 3   |      | Trần Huy Phong   | 1938 – 1997        | Bạch đai Niên Trưởng       | 1986 – 1990         | Võ sư Chưởng Môn Môn phái Vovinam-Việt Võ Đạo                                   | Chưởng Môn đời thứ III Môn phái Vovinam-Việt Võ Đạo                                                                                                |
| 4   |      | Lê Sáng          | 1920 – 2010        | Bạch đai Chưởng Môn        | 1990 – 2010         | Võ sư Chưởng Môn Môn phái Vovinam-Việt Võ Đạo                                   | Chưởng Môn cuối cùng của Môn phái Vovinam-Việt Võ Đạo nguyên Chủ tịch Liên đoàn Vovinam-Việt Võ Đạo Quốc tế                                        |
| 5   |      | Nguyễn Văn Chiếu | 1949 – 2020        | Bạch đai Chánh Chưởng Quản | 2010 – 2020         | Võ sư Chánh Chưởng Quản Hội đồng Võ sư Chưởng quản Môn phái Vovinam-Việt Võ Đạo | Võ sư đầu tiên mang cấp Bạch đai Chánh Chưởng Quản, nguyên Phó Chủ tịch Liên đoàn Vovinam Thế giới (WVVF), Phó Chủ tịch Liên đoàn Vovinam Việt Nam |
| 6   |      | Trần Văn Mỹ      | 1951               | Bạch đai Chánh Chưởng Quản | 4/2024 - nay        |                                                                                 | Hồng đai đệ Tứ đẳng. |

### Từ năm2010đến nay
Môn phái Vovinam-Việt Võ Đạo không còn vị trí Chưởng Môn. Thay vào đó là Hội đồng Võ sư Chưởng quản Môn phái Vovinam-Việt Võ Đạo với người đứng đầu Hội Đồng Võ sư là Chánh Chưởng Quản.
Hội Đồng Võ Sư Chưởng Quản bao gồm các vị: Chánh Chưởng Quản, Chánh Vụ Lễ Nghi – Kỹ Thuật, Chánh Vụ Khảo Thí – Kiểm Tra, Chánh Vụ Kế Thống – Nhân Lực, Chánh Vụ Tài Chính – Vật Chất, Chánh Vụ Văn Phòng, và các Chánh Sự.

## CácVõ sưVovinam tiêu biểu

### Võ sư đẳng cấpBạch đai Thượng Đẳng
Cho đến nay (năm 2022), đã có 32 võ sư Vovinam-Việt Võ Đạo trên toàn thế giới được phong thăng đẳng cấp Bạch đai Thượng Đẳng.
Dưới đây là danh sách các Võ sư mang đẳng cấp Bạch đai Thượng Đẳng Vovinam-Việt Võ Đạo: 
| Vovinam – Việt Võ Đạo | Vovinam – Việt Võ Đạo       | Vovinam – Việt Võ Đạo | Vovinam – Việt Võ Đạo | Vovinam – Việt Võ Đạo | Vovinam – Việt Võ Đạo                                   | Vovinam – Việt Võ Đạo | Vovinam – Việt Võ Đạo |
| #                     | Họ tên                      | Năm sinh - năm mất    | Quốc tịch             | Đẳng cấp              | Danh xưng                                               | Năm tấn phong         | Ghi chú |
| --------------------- | --------------------------- | --------------------- | --------------------- | --------------------- | ------------------------------------------------------- | --------------------- | --- |
| 1                     | Nguyễn Lộc                  | 1912 – 1960           | Việt Nam              |                       | Sáng Tổ                                                 | –                     | - Sáng Tổ sáng lập Môn phái Vovinam-Việt Võ Đạo |
| 2                     | Lê Sáng                     | 1920 – 2010           | Việt Nam              |                       | Chưởng Môn                                              | 1964                  | - Chưởng Môn Môn phái Vovinam-Việt Võ Đạo đời thứ II, IV - Chủ tịch Liên đoàn Vovinam-Việt Võ Đạo Quốc tế                                                                                  |
| 3                     | Trần Huy Phong              | 1938 – 1997           | Việt Nam              |                       | Chưởng Môn (1986 – 1990) Võ sư Niên Trưởng (1990 – nay) | 1990                  | - Chưởng Môn Môn phái Vovinam-Việt Võ Đạo đời thứ III (1986 - 1990) |
| 4                     | Nguyễn Văn Chiếu            | 1949 – 2020           | Việt Nam              |                       | Chánh Chưởng Quản                                       | 2015                  | - Chánh Chưởng Quản Hội đồng Võ sư Chưởng Quản Môn phái Vovinam-Việt Võ Đạo; - nguyên Phó chủ tịch Liên đoàn Vovinam thế giới (WVVF), Phó chủ tịch Liên đoàn Vovinam Việt Nam (VVF)        |
| 5                     | Trần Văn Mỹ                 | 1951 –                | Việt Nam              |                       | Chánh Chưởng Quản                                       | 2024                  | - Chánh Chưởng Quản Hội đồng Võ sư Chưởng Quản Môn phái Vovinam-Việt Võ Đạo; - Phó Chủ tịch Liên đoàn Vovinam Việt Nam (WVVF)                                                              |
| 6                     | Phùng Mạnh Chữ (Mạnh Hoàng) | 1938 – 1967           | Việt Nam              |                       | Võ sư Niên Trưởng                                       | 1996                  | - Trưởng Ban Ngoại giao, sáng lập viên Ban Chấp hành Trung ương đầu tiên của môn phái năm 1964                                                                                             |
| 7                     | Trịnh Ngọc Minh             | 1939 – 1998           | Việt Nam              |                       | Võ sư Niên Trưởng                                       | 2008                  | - nguyên Cục trưởng Cục Huấn luyện Vovinam-Việt Võ Đạo miền Trung; - truy thăng tước vị Võ sư Niên Trưởng năm 2008                                                                         |
| 8                     | Trần Đức Hợp                | 1931 – 2000           | USA                   |                       | Võ sư Niên Trưởng                                       | 1996                  | - môn đệ trực tiếp của Sáng Tổ Nguyễn Lộc |
| 9                     | Trần Huy Quyền              | 1945 – 2001           | Australia             |                       | Võ sư Niên Trưởng                                       | 2008                  | - nguyên Phó Chủ tịch Tổng Liên đoàn Vovinam-Việt Võ Đạo Thế giới |
| 10                    | Trần Nguyên Đạo             |                       | France                |                       | Võ sư Niên Trưởng                                       | –                     | |
| 11                    | Trần Bản Quế                |                       | USA                   |                       | Võ sư Niên Trưởng                                       | –                     | |
| 12                    | Nguyễn Dần                  | 1928 – 2016           | USA                   |                       | Võ sư Niên Trưởng                                       | 2004                  | - nguyên Chủ Tịch Hội Đồng Võ Sư Thế Giới - môn đệ trực tiếp của Sáng Tổ Nguyễn Lộc |
| 13                    | Phan Dương Bình             | 1929 – 2020           | Việt Nam              |                       | Võ sư Niên Trưởng                                       | 1996                  | - nguyên Phó Chủ tịch Thượng Hội Đồng Võ sư Thế giới - môn đệ trực tiếp của Sáng Tổ Nguyễn Lộc                                                                                             |
| 14                    | Nguyễn Văn Thông            | 1925 – 2019           | Việt Nam              |                       | Võ sư Niên Trưởng                                       | 1996                  | - nguyên Tổng đoàn trưởng Tổng đoàn Thanh niên Việt Võ Đạo, - một trong ba người chụp đúng thời khắc Hòa thượng Thích Quảng Đức tự thiêu thân, dẫn đến Biến cố Phật giáo 1963 tại Việt Nam |
| 15                    | Hà Trọng Thịnh              |                       | Canada                |                       | Võ sư Niên Trưởng                                       | –                     | |
| 16                    | Lê Trọng Hiệp               |                       | USA                   |                       | Võ sư Niên Trưởng                                       | –                     | |
| 17                    | Phạm Hữu Độ                 |                       | USA                   |                       | Võ sư Niên Trưởng                                       | –                     | |
| 18                    | Lê Văn Phúc                 | 1934 – 2020           | USA                   |                       | Võ sư Niên Trưởng                                       | 1996                  | - môn đệ trực tiếp của Sáng Tổ Nguyễn Lộc |
| 19                    | Phan Quỳnh                  |                       | USA                   |                       | Võ sư Niên Trưởng                                       | –                     | |
| 20                    | Ngô Hữu Liễn                |                       | USA                   |                       | Võ sư Niên Trưởng                                       | –                     | |
| 21                    | Nguyễn Văn Cường            |                       | USA                   |                       | Võ sư Niên Trưởng                                       | –                     | |
| 22                    | Trần Thế Phượng             |                       | USA                   |                       | Võ sư Niên Trưởng                                       | –                     | |
| 23                    | Lê Công Danh                |                       | Australia             |                       | Võ sư Niên Trưởng                                       | 2008                  | |
| 24                    | Trần Tấn Vũ                 |                       | Việt Nam              |                       | Võ sư Niên Trưởng                                       | 2008                  | |
| 25                    | Nguyễn Văn Đông             |                       | USA                   |                       | Võ sư Niên Trưởng                                       | 2008                  | |
| 26                    | Ngô Kim Tuyền               | 1947 – 2019           | Việt Nam              |                       | Võ sư Niên Trưởng                                       | 2010                  | - nguyên Cục trưởng Cục huấn luyện Vovinam Việt Võ Đạo vùng Tây Bắc trước năm 1975 |
| 27                    | Nguyễn Tiến Hội             |                       | Germany               |                       | Võ sư Niên Trưởng                                       | –                     | |
| 28                    | Nguyễn Thế Trường           |                       | France                |                       | Võ sư Niên Trưởng                                       | –                     | |
| 29                    | Huỳnh Trọng Tâm             |                       | USA                   |                       | Võ sư Niên Trưởng                                       | –                     | |
| 30                    | Nguyễn Thế Hùng             |                       | USA                   |                       | Võ sư Niên Trưởng                                       | –                     | |
| 31                    | Võ Văn Trung                |                       | USA                   |                       | Võ sư Niên Trưởng                                       | –                     | |
| 32                    | Vũ Kim Trọng                |                       | Việt Nam              |                       | Võ sư Niên Trưởng                                       | –                     | |

### Võ sư Cao đẳng nổi bật

#### Võ sư đẳng cấp Hồng đai Đệ Ngũ đẳng
- Nguyễn Văn Sen - Chánh Vụ Lễ Nghi – Kỹ Thuật Môn phái Vovinam Việt Võ Đạo
- Nguyễn Văn Sáng - Chánh vụ Khảo thí - Kiểm tra Môn phái Vovinam Việt Võ Đạo

#### Võ sư đẳng cấp Hồng đai Đệ Tứ đẳng
Trần Văn Mỹ - Chánh chưởng quản HĐVSCQ Môn phái Vovinam Việt Võ Đạo
Nguyễn Chánh Tứ - Chánh sự HĐVSCQ Môn phái Vovinam Việt Võ Đạo

#### Võ sư đẳng cấp Hồng đai Đệ Tam đẳng
Võ sư Huỳnh Văn Hải
Võ sư Nguyễn Tôn Khoa
Võ sư Nguyễn Hồng Quỳ
Võ sư Võ Văn Tuấn

#### Võ sư đẳng cấp Hồng đai Đệ Nhị đẳng
- Trung tướng Võ Hoài Việt - nguyên Phó Tổng cục trưởng Tổng cục An ninh, Bộ Công an (Việt Nam), hiện là Phó Chủ tịch Liên đoàn Vovinam-Việt Võ Đạo Việt Nam, phụ trách Lực lượng vũ trang
- Đại tá Vũ Văn Điền, Phó Tư lệnh kiêm Tham mưu trưởng BTL TP Hồ Chí Minh

#### Võ sư đẳng cấp Hồng đai Đệ Nhất đẳng
- Lê Hải Bình - nhà ngoại giao Việt Nam, Phó Trưởng ban Tuyên giáo Trung ương, từng là Người phát ngôn Bộ Ngoại giao Việt Nam trẻ nhất, Phó Chủ tịch Liên đoàn Vovinam-Việt Võ Đạo Việt Nam
- Nguyễn Bình Định - con trai Chánh Chưởng Quản Nguyễn Văn Chiếu

### Các cá nhân tiêu biểu được vinh thăng Hồng đai Danh dự
- Lê Quốc Ân - Chủ tịch Liên đoàn Vovinam Việt Nam
- Hun Sen - Thủ tướng Vương quốc Campuchia [18]
- Justin Trudeau - Thủ tướng Canada [19]